# Choquinha-de-cauda-ruiva
Formigueirinho-de-cauda-ruiva ou choquinha-de-cauda-ruiva (Epinecrophylla erythrura) é uma espécie de ave da família Thamnophilidae.
Pode ser encontrada nos seguintes países: Brasil, Colômbia, Equador e Peru.
Os seus habitats naturais são: florestas subtropicais ou tropicais húmidas de baixa altitude.